# Research Papers in Economics
Research Papers in Economics (RePEc) es un esfuerzo colaborativo por parte de cientos de voluntarios de muchos países para mejorar la difusión de lainvestigación en economía. El corazón del proyecto es una base de datos descentralizada que aglutina artículos de trabajo, prepublicaciones, artículos de revistas académicas y componentes de software. El proyecto se inició en 1997. Su precursor, el NetEc se remonta a 1993.

## Descripción
Patrocinado por la división de investigación del Banco de la Reserva Federal de San Luis y usando IDEAS como base de datos, RePEc provee enlaces a más de 1 200 000 artículos completos. La mayoría de las contribuciones se puede descargar gratuitamente, pero los derechos de autor siguen siendo del autor o del titular de derechos de autor. Es uno de los mayores repositorios de internet de material académico en el mundo.
Es posible agregar material adicional al RePEc a través del archivo de un departamento o de la institución o, si esto no es posible, a través del Munich Personal RePEc Archive. Las instituciones pueden unirse y contribuir con sus materiales, mediante el establecimiento y el mantenimiento de sus propios archivos en RePEc.
Los principales editores, tales como Elsevier y Springer, tienen sus publicaciones de economía listados en RePEc. RePEc colabora con EconLit, la base de datos de la Asociación Americana de Economía, para proporcionar el contenido de las principales universidades de EconLit. Más de 1500 revistas y más de 3300 series de documentos de trabajo se han registrado, sumando un total de más de 1,2 millones de artículos, la mayoría de los cuales están disponibles en línea.
La información de la base de datos se utiliza para clasificar a los más de 30 000 economistas registrados. Andrei Shleifer encabeza el ranking de economistas actualmente (agosto de 2016), seguido por Joseph Stiglitz y James Heckman. El departamento de economía de la Universidad de Harvard ocupa el primer lugar, seguido por el Banco Mundial y la Universidad de Chicago. Massachusetts, como región, encabeza el ranking, seguido por el Reino Unido y California. También hay clasificaciones por país y subdisciplina.
RePEc también indiza instituciones de economía de todo el mundo a través de su base de datos EDIRC que cubre departamentos económicos, institutos y centros de investigación en el mundo.
RePEc promueve las publicaciones de acceso abierto y también se beneficia de acceso abierto para sus propios análisis de citas.